# NGC 4414
NGC 4414 je spirální galaxie vzdálená 62 miliónů světelných let od Země v souhvězdí Vlasů Bereniky. Galaxie je vločkovou spirální galaxií s krátkými, ale dobře rozeznatelnými spirálními rameny. Galaxie má chmýří připomínající spirální ramena, což je kontrastu s dokonalými rozmáchlými rameny grand design galaxií. V roce 1974 v ní byla pozorována prozatím první supernova SN 1974G.
Byla prozkoumána Hubblovým vesmírným dalekohledem v roce 1995 rámci projektu určování měřítek vzdáleností ve vesmíru. Později byla opět pozorována v projektu Hubble Heritage Project. Galaxie je také část úsilí o zkoumání cefeid. Spirální ramena v galaxii jsou znatelně modřejší díky tomu, že v ní stále vznikají nové hvězdy.